# كريس أش
كريس أش (بالإنجليزية: Chris Ash)‏ هو مدير فني أمريكي، ولد في 24 ديسمبر 1973 في أوتوموا في الولايات المتحدة.